# Дачи Писателей
Дачи Писателей — дачный посёлок, не имеющий статуса населённого пункта. Расположен на территории поселения Внуковское в Новомосковском административном округе Москвы.
Ближайшие населённые пункты — посёлки Абабурово и Внуково, деревня Внуково, посёлок Московский Писатель.
На некоторых ресурсах с данным посёлком ошибочно объединяется другой дачный посёлок Московский Писатель, расположенный в 1 км южнее.

## История
Посёлок был основан в 1990-е годы.
В настоящее время функционирует как СНТ, КП, ДНП.